# Jancsó Adrienne
Jancsó Adrienne (Marosújvár, 1921. március 25. – Budapest, 2006. január 23.) Kossuth-díjas magyar színésznő, előadóművész.

## Életrajza
A Marosvásárhelyi Református Kollégium elvégzése (1938) után tűnt fel mint szavalóművész, főleg a népballada tolmácsolójaként s kortárs költők bemutatójaként. 1941-ben kapott előadóművészi működési engedélyt. 1942-ben férjhez ment Jékely Zoltán költőhöz, apósa Áprily Lajos lett. 1944-től a Kolozsvári Nemzeti Színház, majd a Magyar Színház tagja.
1947-ben települt át Magyarországra. Előbb vidékre szerződött, majd a katolikus Kis Színházhoz. 1951-ben Jancsó Aranka néven a Magyar Néphadsereg Színházban (a Vígszínház akkori neve) szerződtették, ahonnan a színigazgató 1954-ben „rossz beszédtechnikája” (!) miatt elbocsátotta. Ezt követően rövid ideig a Madách Színház tagja volt. 1955 óta előadóművész, versmondó, évtizedekig járta az országot, a magyar költészet, népballada legfőbb népszerűsítőjeként. Előadóestjeinek műsorát saját maga állította össze. Testvérkezet! Testvérkezet! c. összeállítása román és erdélyi magyar költők termését mutatja be, Csak tiszta forrásból c. műsora a magyar és román népköltészetet párosítja, Földédesanyám c. népköltészeti programjában székelyföldi és moldvai csángó balladák szerepelnek, Botozgató c. műsora az öregkor szépségeit és szomorúságait eleveníti meg irodalmi szemelvényekkel. Műsoraival Csehszlovákiában, Jugoszláviában és az Amerikai Egyesült Államokban is fellépett.
1963–1978 között az Irodalmi, illetve Radnóti Miklós Színpad tagja volt. 1985-től 1990-ig a Vers és dal a Várban estek szervezője.
Előadóestjeit főleg a magyar népköltészet remekeiből, balladáiból állította össze. Sokszínű, lágy, de ugyanakkor erőt sugárzó hangjával a legkülönbözőbb stílusú verseket tudta hitelesen, megrázóan kifejezni.

## Főbb előadóestjei
- Testvérkezet! Testvérkezet! (1958)
- Tarka lepke, kis mese (Nagy költők – kis gyermekeknek) Surányi Ibolyával, Sándor Károllyal és Schwott Lajossal közösen (1959)[2]
- Csak tiszta forrásból (1965)
- Földédesanyám (1970)
- Ady-est
- Bizakodva
- Légy már legenda
- Botozgató (1982)

## Irodalmi műve
- Újra és újra. Életpályám; Nap, Bp., 1996 (Álarcok)

## Díjai, elismerései
- 1965 – Jászai Mari-díj
- 1971 – Érdemes művész
- 1977 – Kazinczy-díj
- 1988 – Déry Tibor-díj
- 1991 – Magyar Művészetért díj
- 1995 – Kossuth-díj
- 1996 – Magyar Örökség díj
- 2004 – Hazám-díj